# レス・ポールの伝説
『レス・ポールの伝説』（原題：Les Paul: Chasing Sound）は、2007年のアメリカ映画。ギタリストであり、発明家でもあるレス・ポールの来歴を、記録映像、本人へのインタビュー、知人へのインタビューを通じて描くドキュメンタリー映画である。

## 出演
記録画像を含む
- アーメット・アーティガン (Ahmet Ertegun)
- ウィル・イーストマン (Will Eastman)
- エディ・ヴァン・ヘイレン (Eddie Van Halen)
- ポール・ヴラカス (Paul Vrakas)
- トミー・エマニュエル (Tommy Emamnuel)
- ヘレン・オットー (Helen Otto)
- ボブ・カタレラ (Bob Cutarella)
- ウォルター・カーター (Walter Carter)
- リチャード・カーペンター (Richard Carpenter)
- ゲイリー・ギディンス (Gary Giddins)
- B.B.キング (B.B. King)
- ランディ・グッドラム (Randy Goodrum)
- ジョージ・グルーン (George Gruhn)
- アンダーソン・クーパー (Anderson Cooper)
- キャロル・コロナ (Carol Corona)
- ティム・サミュエルソン (Tim Samuelson)
- リッチー・サンボラ (Richie Sambora)
- ヘンリー・ジャスコヴィッツ (Henry Juszkiewicz)
- アル・シュミット (Al Schmitt)
- ケイ・スター (Kay Starr)
- ジーン・ノーマン (Gene Norman)
- マール・ハガード (Merle Haggard)
- ジョン・パリス (Jon Paris)
- バッキー・ピザレリ (Bucky Pizzarelli)
- パトリック・フォリー (Patrick Foley)
- ティミュエル・ブラック (Timuel Black)
- ジョニー・フリゴ (Johnny Frigo)
- デイビッド・フリッケ (David Fricke)
- スーザン・ベイカー (Susan Baker)
- ジェフ・ベック (Jeff Beck)
- トニー・ベネット (Tony Bennett)
- ジェームズ・ヘンケ (James Henke)
- ソーニャ・ヘンスリー (Sonya Hensley)
- ダニエル・ポクウィンスキー (Daniel Pokwinsky)
- ケン・ポストン (Ken Poston)
- ラス・ポール (Russ Paul)
- チャールズ・マクガヴァン (Charles McGovern)
- ポール・マッカートニー (Paul McCartney)
- ジョン・マック (John Mack)
- ビル・C・マローン (Bill C. Malone)
- スティーヴ・ミラー (Steve Miller)
- ポール・ヤンデル (Paul Yandell)
- フィル・ラモーン (Phil Ramone)
- キース・リチャーズ (Keith Richards)
- ジェイ・レオンハート (Jay Leonhart)
- フレッド・ローゼンメルケル (Fred Rosenmerkel)

## 評価
- 映画館大賞「映画館スタッフが選ぶ、2008年に最もスクリーンで輝いた映画」第103位